# 愛犬 (松本清張)
『愛犬』（あいけん）は、松本清張の短編小説。『清張短篇新集』第2話として『小説新潮』1978年2月号に掲載され、1979年12月に短編集『隠花の飾り』収録の1作として、新潮社より刊行された。雑誌掲載時の題は「狗」。
1986年にテレビドラマ化されている。山﨑努による朗読CDが、2001年に新潮社より発売された。

## あらすじ
京橋近くの会席料理店で会計係をつとめているおみよさんは、小さいときから犬が好きで、今もサブと名付けた柴犬を飼っている。サブは敏感で、よく家の外の物音や足音に耳を立て、吠えたてた。ある時、真夜中におみよさんの家の前を通る男の靴音が、5か月くらい続いた。最初のうちその度に吠えていたサブが、次第に静かになってきた頃、家からそれほど遠くない場所で主婦が殺される事件が起こった。ところが、その事件以来夜の靴音がぴったりと絶えてしまう。犯人の仕返しを恐れて警察への届出をためらうおみよさんだったが、意外なところから、犯人はおみよさんに接近してきた。

## エピソード
- 著者は「料理屋で聞いた話」として本作の手控えのメモを以下のように記している。「犬を飼っている東京の女が、犬を姉に預けて恋人の待つ南九州へ旅行に出る。鹿児島の旅館に着いたとき姉から電話がかかり、私が食物をやっても犬が食べない。あれでは衰弱すると言う。彼女は恋人とは三時間くらい遇っただけで東京へ引返す。犬は、彼女が毎日勤めに出ていくときは恨めしそうな顔をするが、デートに行くときは睨みつける。外出から帰ると身体じゅうを嗅ぎまわる。出先でほかの犬を抱いたと分ると、爪で引搔く。また身体に異性の体臭が残っているのが分ると、狂ったように吠え立てる。彼女は友人が死んでも平気だが、よその犬が死んだ話を聞くと、もらい泣きする」[1]。

## テレビドラマ
1986年5月26日、関西テレビ制作・フジテレビ系列(FNS)にて「松本清張サスペンス 隠花の飾り」（22:00 - 22:54）の1作として放映。視聴率15.5％（ビデオリサーチ調べ、関東地区）。
キャスト
- お美代さん：小川眞由美
- 山内明
- 小林稔侍
- 稲川善一
- 浜村純
- 守田比呂也
- 水島涼太
- 渡辺紀行
- 城戸卓
- 松浪志保
- 小森英明
- 加島潤
- 大坪日出代
- 下川江那

スタッフ
- 脚本：大薮郁子
- 監督：松尾昭典
- 音楽：三枝成彰
- 制作：関西テレビ、松竹、霧企画

| 関西テレビ制作・フジテレビ系列 松本清張サスペンス・隠花の飾り | 関西テレビ制作・フジテレビ系列 松本清張サスペンス・隠花の飾り | 関西テレビ制作・フジテレビ系列 松本清張サスペンス・隠花の飾り |
| 前番組                                                        | 番組名                                                        | 次番組                                                        |
| ------------------------------------------------------------- | ------------------------------------------------------------- | ------------------------------------------------------------- |
| 見送って （1986.5.19）                                        | 愛犬 （1986.5.26）                                            | 箱根初詣で （1986.6.2）                                       |